# Algeriet ved sommer-OL 2012
Algeriet deltog i Sommer-OL 2012 i London, som blev arrangeret i perioden 27. juli til 12. august 2012. Algeriet har deltaget i samtlige sommer-OL siden 1964, med undtagelse af legene i 1976.

## Medaljevinder
| Algeriet ved sommer-OL 2012 i London | Algeriet ved sommer-OL 2012 i London | Algeriet ved sommer-OL 2012 i London | Algeriet ved sommer-OL 2012 i London | Algeriet ved sommer-OL 2012 i London |
| Medaljer                             | Udøver                               | Sport                                | Øvelse                               | Resultat                             |
| ------------------------------------ | ------------------------------------ | ------------------------------------ | ------------------------------------ | ------------------------------------ |
| Gull                                 | Taoufik Makhloufi                    | Atletik                              | 1500 m mænd                          | 3.34,08                              |